# غلينبول
غلينبول (بالإنجليزية: Glenpool, Oklahoma)‏ هي مدينة تقع في مقاطعة تلسا، أوكلاهوما بولاية أوكلاهوما في الولايات المتحدة. تبلغ مساحة هذه المدينة 24.1 (كم²)، وترتفع عن سطح البحر 215 م، بلغ عدد سكانها 10938 نسمة في عام 2010 حسب إحصاء مكتب تعداد الولايات المتحدة.

## التركيبة السكانية
حدّد مكتب تعداد الولايات المتحدة بيانات التركيبة السكانية لغلينبول في تعداد الولايات المتحدة. في ما يلي، التركيبة السكانية حسب تعدادي 2000 و2010.

### تعداد عام 2000
بلغ عدد سكان غلينبول 8,123 نسمة بحسب تعداد عام 2000، وبلغ عدد الأسر 2,761 أسرة وعدد العائلات 2,251 عائلة مقيمة في المدينة. في حين سجلت الكثافة السكانية 285.1 نسمة لكل كيلومتر مربع (738.4/ميل2). وبلغ عدد الوحدات السكنية 2,849 وحدة بمتوسط كثافة قدره 100 لكل كيلومتر مربع (259.0/ميل2).
وتوزع التركيب العرقي للمدينة بنسبة 76.89% من البيض و2.27% من الأمريكيين الأفارقة و12.98% من الأمريكيين الأصليين و0.91% من الأمريكيين ذوي الأصول الآسيوية و0.01% من سكان جزر المحيط الهادئ و0.98% من الأعراق الأخرى و5.96% من عرقين مختلطين أو أكثر و3.34% من الهسبانيون أو اللاتينيون من أي عرق.
بلغ عدد الأسر 2,761 أسرة كانت نسبة 53% منها لديها أطفال تحت سن الثامنة عشر تعيش معهم، وبلغت نسبة الأزواج القاطنين مع بعضهم البعض 63.2% من أصل المجموع الكلي للأسر، ونسبة 14.3% من الأسر كان لديها معيلات من الإناث دون وجود شريك،  بينما كانت نسبة 4% من الأسر لديها معيلون من الذكور دون وجود شريكة وكانت نسبة 18.5% من غير العائلات. تألفت نسبة 15.7% من أصل جميع الأسر من عدة أفراد يعيشون في نفس المنزل ونسبة 3.8% كانت تتألف من شخص يعيش بمفرده يبلغ من العمر 65 عاماً أو أكثر. وبلغ متوسط حجم الأسرة المعيشية 2.91، أما متوسط حجم العائلات فبلغ 3.25.
بلغ العمر الوسطي للسكان 29.8 عاماً. وكانت نسبة 33.5% من القاطنين تحت سن الثامنة عشر، وكانت نسبة 8.6% بين الثامنة عشر والرابعة والعشرين عاماً، ونسبة 35.4% كانت واقعةً في الفئة العمرية ما بين الخامسة والعشرين والرابعة والأربعين عاماً، ونسبة 16.7% كانت ما بين الخامسة والأربعين والرابعة والستين، ونسبة 4.8% كانت ضمن فئة الخامسة والستين عاماً فما فوق. يوجد لكل 100 أنثى 91.4 ذكر، ويوجد لكل 100 أنثى في الثامنة عشر من عمرها فما فوق 90.1 ذكر.
بلغ متوسط دخل الأسرة في المدينة 43,209 دولارًا، أما متوسط دخل العائلة فبلغ 47,093 دولارًا. وكان متوسط دخل الذكور 32,377 دولارًا مقابل 23,927 دولارًا للإناث. وسجل دخل الفرد الخاص بالمدينة 16,868 دولارًا. وكانت نسبة 6.2% من العائلات ونسبة 6.4% من السكان تحت خط الفقر، وكان من هؤلاء نسبة 6.5% تحت سن الثامنة عشر ونسبة 6.3% في الخامسة والستين من العمر وما فوق.

### تعداد عام 2010
بلغ عدد سكان غلينبول 10,808 نسمة بحسب تعداد عام 2010، وبلغ عدد الأسر 3,723 أسرة وعدد العائلات 2,927 عائلة مقيمة في المدينة. في حين سجلت الكثافة السكانية 379.4 نسمة لكل كيلومتر مربع (982.6/ميل2). وبلغ عدد الوحدات السكنية 3,947 وحدة بمتوسط كثافة قدره 138.5 لكل كيلومتر مربع (358.7/ميل2).
وتوزع التركيب العرقي للمدينة بنسبة 72.59% من البيض و2.44% من الأمريكيين الأفارقة و13.21% من الأمريكيين الأصليين و0.94% من الأمريكيين ذوي الأصول الآسيوية و0.08% من سكان جزر المحيط الهادئ و2.17% من الأعراق الأخرى و8.56% من عرقين مختلطين أو أكثر و5.88% من الهسبانيون أو اللاتينيون من أي عرق.
بلغ عدد الأسر 3,723 أسرة كانت نسبة 47.2% منها لديها أطفال تحت سن الثامنة عشر تعيش معهم، وبلغت نسبة الأزواج القاطنين مع بعضهم البعض 58% من أصل المجموع الكلي للأسر، ونسبة 15.3% من الأسر كان لديها معيلات من الإناث دون وجود شريك،  بينما كانت نسبة 5.3% من الأسر لديها معيلون من الذكور دون وجود شريكة وكانت نسبة 21.4% من غير العائلات. تألفت نسبة 17.3% من أصل جميع الأسر من عدة أفراد يعيشون في نفس المنزل ونسبة 4.9% كانت تتألف من شخص يعيش بمفرده يبلغ من العمر 65 عاماً أو أكثر. وبلغ متوسط حجم الأسرة المعيشية 2.89، أما متوسط حجم العائلات فبلغ 3.25.
بلغ العمر الوسطي للسكان 31.0 عاماً. وكانت نسبة 30.8% من القاطنين تحت سن الثامنة عشر، وكانت نسبة 8.8% بين الثامنة عشر والرابعة والعشرين عاماً، ونسبة 31% كانت واقعةً في الفئة العمرية ما بين الخامسة والعشرين والرابعة والأربعين عاماً، ونسبة 22.5% كانت ما بين الخامسة والأربعين والرابعة والستين، ونسبة 7% كانت ضمن فئة الخامسة والستين عاماً فما فوق. وتوزع التركيب الجنسي للسكان بنسبة 47.8% ذكور و52.2% إناث.

## وصلات خارجية
- glenpoolonline.com
- The US50 - Cities and Towns in Oklahoma State